# 戦線文庫
戦線文庫（せんせんぶんこ）は、1938年（昭和13年）から1945年（昭和20年）にかけて大日本帝国海軍が発行していた、兵士向けの慰問雑誌。

## 概要
日中戦争が激化しつつあった当時、主に中国大陸や東南アジア方面に出征した兵士達の慰問のために制作された雑誌。実際の編集業務は文藝春秋の子会社として設立された戦線文庫編纂所→興亜日本社（後の日本出版社）が担当していた。現在確認されているところでは全77号だか、「全82号」とする説もある。
内容は当時の総合雑誌同様に、人気女優らのグラビアや娯楽小説・ルポルタージュなどが主体だった。実際に発行された雑誌には、兵士向けの『戦線文庫』（通称「戦地版」）と一般向けの『戦線文庫 銃後読物』（通称「銃後版」、現在確認されているところでは1940年（昭和15年）11月が最古）の2種類があり、「銃後版」は1部40銭だった。内容は当初はほぼ同一であったが、戦況悪化による物資不足により、末期には「銃後版」はページ数が減らされ紙質も落とされた。一方で「戦地版」は最終号まで200ページ台のページ数を維持した。
1945年3月まで発行が続けられたとされるが、残されている記録が少なく詳細は不明な点が多い。末期には戦況悪化のため前線に雑誌を送ること自体が困難となり、印刷はしたものの倉庫に積まれたまま放置されたものも多かったという。

## 復刻版
2005年に、編集を担当した日本出版社に保存されていた全58号の中から第3号（1938年発行）と第53号（1943年発行）の2号を復刻、さらに橋本健午執筆による残る56号分の解説と主だった記事を収録した解説書をセットにしたボックスセットが発売されている（ISBN 978-4890488858）。
日本出版社は2012年に自主廃業したため、同社保存分については社長だった矢崎泰夫により横浜市立大学に寄贈されており、現在は同大学が管理している。